# الفرقة 101 المحمولة جوا

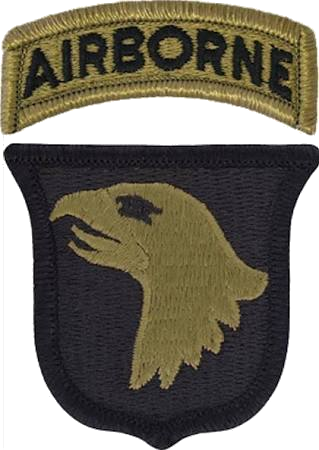

الفرقة 101 المحمولة جوا أو الفرقة الحادية ومائة المحمولة جوا (بالإنجليزية: 101st Airborne Division)‏ وما يعرف بـ«سكريمينغ أيجلز» (بالإنجليزية:Screaming Eagles) ، هي فرقة عسكرية تابعة للقوات البرية الأمريكية، وشاركت في الحرب العالمية الثانية ضد اليابان عام 1944 ، كما شاركت في حرب فيتنام سنة 1965 .

## وصلات خارجية
- Fort Campbell Official Homepage
- 101st Airborne Division Association
- The Story of the 101st Airborne Division (WWII unit history booklet, 1945)
- 101st Airborne march written by Daniel Bourdeles